# Médaille de l'Institut Pasteur et de l'UNESCO
La médaille de l'Institut Pasteur et de l'UNESCO est un prix scientifique bis-annuel remis conjointement par l'Organisation des Nations unies pour l'éducation, la science et la culture et par l'Institut Pasteur de 1995 à 2005. Créé en 1995 pour le centenaire de la mort de Louis Pasteur, il récompense la recherche scientifique qui permet de contribuer  à l'amélioration de la condition humaine dans les champs de la médecine, la fermentation, l'agriculture et la nourriture.

## Lauréats
- 1995 : Natt Bhamarapravati, Thaïlande ;
- 1997 : Esther Orozco, Mexique ;
- 1999 : Luiz Pereira da Silva, Brésil ;
- 2001 : Sima Rafati Seyedi Yazdi, Iran ;
- 2003 : Falida Boulahbal, Algérie ;
- 2005 : Mireille Dosso, Côte d'Ivoire.

## Référence
1. ↑  « Médaille de l'Institut Pasteur/UNESCO: SCIENCE », sur web.archive.org, 11 février 2017 (consulté le 2 février 2025)